# Ordine di Hohenzollern
L'Ordine di Hohenzollern o Ordine della Casata di Hohenzollern (in tedesco: Hausorden von Hohenzollern o Hohenzollernscher Hausorden) fu una decorazione cavalleresca della casata di Hohenzollern con valore sia militare che civile. L'ordine stesso poteva essere concesso singolarmente o associato a medaglie di altri ordini prussiani e poi tedeschi.

## Storia
L'ordine venne istituito il 5 dicembre 1841 per decreto congiunto dei principi Costantino di Hohenzollern-Hechingen e Carlo Antonio di Hohenzollern-Sigmaringen. Questi due principati del sud della Germania erano linee collaterali cattoliche della protestante Casa regnante degli Hohenzollern di Prussia.
Il 23 agosto 1851, dopo che i due principati vennero annessi alla Prussia, l'ordine venne conseguentemente adottato dallo stato prussiano. Dal momento che però l'annessione dei due stati era avvenuta per motivi politici e non di estinzione di una dinastia, anche i principi di Hohenzollern-Hechingen e Hohenzollern-Sigmaringen continuarono a conferire le medaglie dell'ordine in maniera indipendente. L'ordine prussiano ottenne perciò la prerogativa di Ordine Reale di Hohenzollern per distinguerlo dagli altri due che ottennero il titolo di Ordine Principesco di Hohenzollern. Al crollo dell'Impero tedesco nel 1918, Guglielmo II di Germania, pur avendo abdicato, continuò a conferire l'ordine in virtù del suo ruolo di capo della casata di Hohenzollern.
Un'altra particolarità si ravvisò nel 1935. Il secondo figlio del principe Carlo Antonio, Carlo Eitel Federico di Hohenzollern-Sigmaringen, divenne principe in un primo tempo e successivamente Re di Romania col nome di Carlo I di Romania. Alla sua morte senza eredi, venne succeduto dal nipote Ferdinando I, anch'egli appartenente alla dinastia degli Hohenzollern-Sigmaringen. Durante il regno del figlio di Ferdinando, Carlo II di Romania, il governo rumeno stabilì un ordine cavalleresco molto simile a quello della Casa di Hohenzollern col nome rumeno di Ordinul "Bene Merenti" al Casei Domnitoare o "Ordine dei Benemeriti della casa regnante". Questa versione dell'ordine sussiste tutt'oggi anche se è concessa dal 1947 dai regnanti in esilio.

## Classi
L'Ordine Reale di Hohenzollern aveva le seguenti classi:
- Gran Commendatore (Großkomtur)
- Commendatore (Komtur)
- Cavaliere (Ritter)
- Membro (Inhaber)

L'Ordine Principesco di Hohenzollern aveva le seguenti classi:
- Croce d'Onore di I Classe (Ehrenkreuz 1. Klasse)
- Croce d'Onore di Commendatore (Ehrenkomturkreuz)
- Croce d'Onore di II Classe (Ehrenkreuz 2. Klasse)
- Croce d'Onore di III Classe (Ehrenkreuz 3. Klasse)
- Croce al Merito d'oro (goldenes Verdienstkreuz)
- Croce al Merito d'argento (silbernes Verdienstkreuz)
- Medaglia al Merito d'oro (goldene Ehrenmedaille)
- Medaglia al Merito d'argento (silberne Verdienstmedaille)

L'ordine rumeno aveva queste stesse classi.

## Insegne
La medaglia dell'ordine era una croce patente con angoli convessi e braccia curvate (talvolta chiamata croce "Alisee"). Al centro della croce si trovava un medaglione che riportava a seconda dei casi il differente stemma della casata, con il motto e la data.
- Il medaglione della Casa Reale di Hohenzollern consisteva in un'aquila reale prussiana nera con lo stemma degli Hohenzollern in scudo sul petto, il tutto sormontato dalla corona reale prussiana. Attorno al medaglione centrale si trovava il motto "VOM FELS ZUM MEER" ("Dai monti al mare"). Sul retro si trovavano le cifre del Re Federico Guglielmo IV di Prussia, il Re fondatore dell'Ordine in Prussia, oltre alla data di fondazione "DEN 18. JANUAR 1851" (18 gennaio 1851).
- Il medaglione della Casa Reale di Hohenzollern consisteva in un'aquila reale prussiana nera con lo stemma degli Hohenzollern in scudo sul petto, il tutto sormontato da una corona principesca. Attorno al medaglione centrale si trovava il motto "FÜR TREUE UND VERDIENST" ("Per lealtà e merito"). Sul retro si trovavano le cifre "F" e "A" dei principi Federico e Antonio, fondatori dell'ordine principesco della casata, oltre alla data di fondazione "DEN 5. APRIL 1844".
- Il medaglione della Casa Reale di Hohenzollern consisteva in un'aquila reale prussiana nera con lo stemma degli Hohenzollern in scudo sul petto, il tutto sormontato dalla corona reale rumena. Attorno al medaglione centrale si trovava il motto "NIHIL SINE DEO" ("Niente senza Dio"). Sul retro si trovavano le cifre del Re Carlo "C", oltre alla data di fondazione in rumeno "10. FEBRUARIE 1881".

Il nastro in uso nelle tre versioni dell'onorificenza variò a seconda dei periodi:
| Ordine Reale di Hohenzollern (Prussia) | Ordine Reale di Hohenzollern (Prussia)          | Ordine Reale di Hohenzollern (Prussia)                   |
| -------------------------------------- | ----------------------------------------------- | -------------------------------------------------------- |
| Insegna ordinaria                      | Insegna con spade (concessa in tempo di guerra) | Insegna con corona e spade (concessa in tempo di guerra) |

| Ordine della casata principesca di Hohenzollern (Hohenzollern-Hechinghen, Hohenzollern-Sigmaringen, Regno di Romania) | Ordine della casata principesca di Hohenzollern (Hohenzollern-Hechinghen, Hohenzollern-Sigmaringen, Regno di Romania) |
| --- | --- |
| Insegna ordinaria | Insegna con spade (concessa in tempo di guerra)                                                                       |

## Insigniti famosi

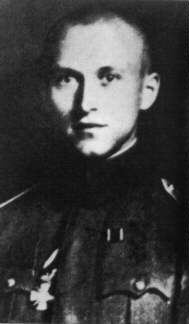
Ernst Jünger durante la prima guerra mondiale, appena decorato con l'Ordine di Hohenzollern.

- Abdul-Hamid II - gran commendatore con spade, Sultano turco
- Ludwig Beck - Poi Colonnello Generale della Wehrmacht, Capo dell'OKH e cospiratore contro Hitler
- Moritz von Bissing - Generaloberst, governatore militare del Belgio durante la prima guerra mondiale
- Werner von Blomberg - Feldmaresciallo della Wehrmacht e Ministro della Guerra della Germania; ricevette anche l'Ordine Pour le Mérite
- Leonhard Graf von Blumenthal – Feldmaresciallo prussiano durante le guerre di unificazione; ricevette anche l'Ordine Pour le Mérite
- Günther Blumentritt – Poi General der Infanterie della Wehrmacht
- Fedor von Bock - Poi Feldmaresciallo della Wehrmacht; ricevette anche l'Ordine Pour le Mérite
- Oswald Boelcke - Uno dei maggiori graduati della Germania della I Guerra Mondiale; ricevette anche l'Ordine Pour le Mérite
- Friedrich Bogendörfer – ricevette anche l'Ordine Pour le Mérite; Poi anche Cavaliere dell'Ordine Militare di Massimiliano Giuseppe con nobilitazione di Cavaliere
- Walter von Brauchitsch - Poi Feldmaresciallo della Wehrmacht e comandante delle armate tedesche
- Ernst Busch - Poi Feldmaresciallo della Wehrmacht; ricevette anche l'Ordine Pour le Mérite
- Jakob Danner – Ufficiale bavarese; ricevette poi l'Ordine Militare di Massimiliano Giuseppe con nobilitazione di Cavaliere
- Friedrich-Wilhelm Dernen - Ufficiale del Baden; ricevette anche l'Ordine Pour le Mérite e la Croce dell'Ordine al Merito di Carlo Federico del Baden
- Karl Dönitz - Poi Grande Ammiraglio della Kriegsmarine e successore di Hitler come capo della Germania; cavaliere con spade
- Franz von Epp – Comandante bavarese; ricevette anche l'Ordine Pour le Mérite ed il cavalierato dell'Ordine Militare di Massimiliano Giuseppe
- Alexander von Falkenhausen - Poi General der Infanterie della Wehrmacht e Governatore militare del Belgio occupato; ricevette anche l'Ordine Pour le Mérite
- Victor Franke – Ufficiale della Schutztruppe e veterano alto decorato delle campagne tedesche in Africa; ricevette anche l'Ordine Pour le Mérite
- Werner Freiherr von Fritsch - Poi Colonnello Generale della Wehrmacht e Comandante delle armate tedesche
- Hermann Göring - Poi Reichsmarschall; ricevette anche l'Ordine Pour le Mérite, la Croce dell'Ordine Militare di Carlo Federico del Baden, oltre a numerosissime altre decorazioni
- Robert Ritter von Greim - Poi Feldmaresciallo della Luftwaffe; ricevette anche l'Ordine Pour le Mérite e la croce dell'Ordine Militare di Massimiliano Giuseppe
- Otto Hahn - Chimico nucleare, Ufficiale della I Guerra Mondiale, ricevette anche l'Ordine Reale di Alberto di Sassonia e l'Ordine Pour le Mérite, oltre a numerosissime altre decorazioni (p.e. il Premio Nobel per la scoperta della Fissione nucleare)
- Franz Halder - Poi Colonnello Generale della Wehrmacht e Capo dell'OKH
- Gottlieb Graf von Haeseler - Feldmaresciallo dell'esercito imperiale tedesco, ricevette anche l'Ordine Pour le Mérite
- Paul Hausser – Poi SS-Oberst-Gruppenführer nelle Waffen SS
- Gotthard Heinrici - Poi Colonnello Generale della Wehrmacht
- Erich Hoepner - Poi Colonnello Generale della Wehrmacht e capo della cospirazione contro Hitler
- Hans-Valentin Hube - Colonnello Generale nonché uno dei maggiori decorati della Wehrmacht
- Max Immelmann - Ufficiale della I Guerra Mondiale; ricevette anche l'Ordine Pour le Méritee le croci di Cavaliere e Commendatore dell'Ordine Militare di Sant'Enrico di Sassonia
- Ernst Jünger - Decorato anche dell'ordine Pour le Mérite. Fu autore delle memorie Nelle tempeste d'acciaio.
- Wilhelm Keitel - Poi Feldmaresciallo della Wehrmacht e Capo dell'OKW
- Günther von Kluge - Poi Feldmaresciallo della Wehrmacht
- Hermann Köhl – Aviatore della I Guerra mondiale; ricevette anche l'Ordine Pour le Mérite, l'Ordine al Merito Militare del Württemberg, Distinguished Flying Cross
- Georg von Küchler - Poi Feldmaresciallo della Wehrmacht
- Wilhelm von Leeb - Poi Feldmaresciallo della Wehrmacht; ricevette anche l'Ordine Militare di Massimiliano Giuseppe
- Wilhelm List - Poi Feldmaresciallo della Wehrmacht
- Bruno Loerzer - Poi Colonnello Generale della Luftwaffe; ricevette anche l'Ordine Pour le Mérite
- Erich Löwenhardt - Terzo graduato per numero nella I Guerra mondiale in Germania; ricevette anche l'Ordine Pour le Mérite
- Erich von Manstein - Poi Feldmaresciallo della Wehrmacht
- Wilhelm Marschall - Poi Ammiraglio d'armata della Kriegsmarine; ricevette anche l'Ordine Pour le Mérite
- Walter Model - Poi Feldmaresciallo e uno dei più alti decorati della Wehrmacht
- Helmuth von Moltke il Vecchio – Feldmaresciallo prussiano delle guerre di unificazione; ottenne il grado di Commendatore dell'Ordine; ricevette anche l'Ordine Pour le Mérite oltre ad altre onorificenze
- Louis Alfred Carl Oscar Müldner von Mülnheim, Maggiore ed aiutate di campo del Principe Ereditario di Prussia
- Karl August Nerger, Comandante tedesco; ricevette anche l'Ordine Pour le Mérite, l'Ordine Militare di Massimiliano Giuseppe, l'Ordine Militare di Sant'Enrico, l'Ordine al Merito Militare del Württemberg e l'Ordine al Merito Militare di Carlo Federico
- Theodor Osterkamp – ricevette anche l'Ordine Pour le Mérite; durante la II Guerra mondiale divenne Generale Luogotenente

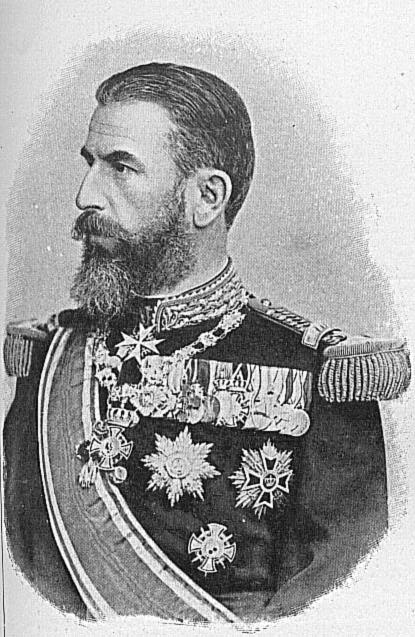
Re Carlo I di Romania che indossa il collare dell'Ordine di Hohenzollern di Romania

- Erich Raeder - Poi Grande Ammiraglio della Kriegsmarine
- Walter von Reichenau - Poi Feldmaresciallo della Wehrmacht
- Manfred Freiherr von Richthofen – ricevette anche l'Ordine Pour le Mérite, l'Ordine Militare di Sant'Enrico, Ordine al Merito Militare del Württemberg e numerose altre decorazioni
- Gerd von Rundstedt - Poi Feldmaresciallo della Wehrmacht
- Gotthard Sachsenberg – ricevette anche l'Ordine Pour le Mérite; durante la Repubblica di Weimar fu deputato al Reichstag
- Dietrich von Saucken - Poi General der Panzertruppe nonché uno dei più alti graduati della Wehrmacht
- Friedrich von der Schulenburg – ricevette la croce di Cavaliere come Luogotenente e la croce di Commendatore come Colonnello; ricevette anche l'Ordine Pour le Mérite e l'Ordine dell'Aquila Rossa
- Hugo Sperrle - Poi Feldmaresciallo della Luftwaffe; ricevette anche l'Ordine al Merito Militare del Württemberg
- Kurt Student - Poi Colonnello Generale e Comandante delle truppe tedesche d'aviazione
- Ernst Udet – Secondo alto graduato della I Guerra mondiale; ricevette anche l'Ordine Pour le Mérite; poi fu Colonnello Generale della Luftwaffe
- Alfred von Waldersee – Feldmaresciallo prussiano e Capo dello Staff tedesco; ottenne il grado di Gran Commendatore
- Erwin von Witzleben - Poi Feldmaresciallo della Wehrmacht e capo della cospirazione contro Hitler
- Fritz Beck Hardt - cavaliere con spade, pilota di caccia tedesco della prima guerra mondiale di origini ebraiche
- Paul Billik - cavaliere con spade, pilota di caccia della prima guerra mondiale
- Johannes Blaskowitz - cavaliere con spade, colonnello durante la seconda guerra mondiale
- Werner von Fritsch - cavaliere con spade, ultimo colonnello e comandante d'esercito tedesco
- Otto Friedrich Ferdinand von Görschen - cavaliere con spade, colonnello prussiano
- Paul von Hindenburg - gran commendatore con spade, maresciallo di campo durante la prima guerra mondiale e poi presidente della Germania
- Erich Ludendorff - gran commendatore con placca, generale di fanteria della prima guerra mondiale
- August von Mackensen - gran commendatore con spade, maresciallo di campo durante la prima guerra mondiale
- Alfred von Tirpitz - gran commendatore con placca e spade, ammiraglio durante la prima guerra mondiale
- Erwin von Witzleben - cavaliere con spade, feldmaresciallo durante la seconda guerra mondiale e capo della resistenza